# رود نژگل
رود نژگل (انگلیسی: Nezhegol) یک رودخانه در استان بلگورود کشور روسیه است.